# Diocesi di Utimma
La diocesi di Utimma (in latino Dioecesis Utimmensis) è una sede soppressa e sede titolare della Chiesa cattolica.

## Storia
Utimma, nell'odierna Tunisia, è un'antica sede episcopale della provincia romana dell'Africa Proconsolare, suffraganea dell'arcidiocesi di Cartagine.
Sono due i vescovi conosciuti di questa diocesi. Alla conferenza di Cartagine del 411, che vide riuniti assieme i vescovi cattolici e donatisti dell'Africa romana, presero parte il cattolico Ottavio e il donatista Bonifacio.
Dal XX secolo Utimma è annoverata tra le sedi vescovili titolari della Chiesa cattolica; dal 23 luglio 2009 il vescovo titolare è Theodorus van Ruijven, C.M., già vicario apostolico di Nekemte.

## Cronotassi

### Vescovi
- Ottavio † (menzionato nel 411)
  - Bonifacio † (menzionato nel 411) (vescovo donatista)

### Vescovi titolari
- Paul-Marie François Rousset, Ist. del Prado † (24 gennaio 1966 - 23 febbraio 1971 nominato vescovo di Saint-Étienne)
- Jean Rémond † (6 maggio 1975 - 21 febbraio 2009 deceduto)
- Theodorus van Ruijven, C.M., dal 23 luglio 2009